# Sporazum o pomorskoj granici između Kube i Jamajke
Sporazum o pomorskoj granici između Kube i Jamajke ugovor je iz 1994. kojim se utvrđuje pomorska granica između otočnih zemalja Kube i Jamajke. Ugovor je potpisan u Kingstonu na Jamajci 18. veljače 1994. i uspostavlja složenu granicu dugu 175 nautičkih milja u vodama iznad Kajmanske brazde.
Granica se sastoji od 105 pravocrtnih pomorskih segmenata definiranih sa 106 pojedinačnih koordinatnih točaka. Složenost granice rezultat je pridržavanja načela formiranja granice na točnoj, crti ekvidistance između dviju država. Krajnja zapadna granica tvori nepotvrđenu tromeđu s Kajmanskim Otocima.
Ugovor je stupio na snagu 18. srpnja 1995. godine. Njegov službeni naziv je Sporazum između Vlade Jamajke i Vlade Republike Kube o razgraničenju pomorske granice između dviju država.

## Vanjske poveznice
- Puni tekst sporazuma